# Кубок Боснії і Герцеговини з футболу 2018—2019
Кубок Боснії і Герцеговини з футболу 2018–2019 — 25-й розіграш кубкового футбольного турніру в Боснії і Герцеговини. Титул вшосте здобуло Сараєво.

## Календар
| Раунд        | Дата                        | Матчі | Клуби   |
| ------------ | --------------------------- | ----- | ------- |
| Перший раунд | 19 вересня 2018             | 15    | 31 → 16 |
| 1/8 фіналу   | 3 жовтня 2018               | 8     | 16 → 8  |
| 1/4 фіналу   | 27 лютого - 13 березня 2019 | 8     | 8 → 4   |
| 1/2 фіналу   | 3/10 квітня 2019            | 4     | 4 → 2   |
| Фінал        | 8/15 травня 2019            | 2     | 2 → 1   |

## Перший раунд
| Команда 1                  | Рахунок        | Команда 2             |
| -------------------------- | -------------- | --------------------- |
| 19 вересня 2018            |                |                       |
| Іґман (Коніц) (2)          | 0:2            | Рудар (Прієдор) (2)   |
| Козара (2)                 | 1:4            | Радник                |
| Вележ (2)                  | 0:1            | Сараєво               |
| Мошевац (3)                | 1:1 (пен. 4:5) | Рудар (Какань) (2)    |
| Тузла Сіті                 | 0:0 (пен. 2:4) | Зриньські             |
| Звієзда 09                 | 1:0            | Младост (Д)           |
| Модрича (2)                | 1:3            | Борац (Баня-Лука) (2) |
| Металлеге-БСІ (2)          | 0:1            | Слобода (Тузла)       |
| Слога (Горне-Црнелово) (2) | 4:0            | Славія (2)            |
| Побєда (3)                 | 1:3            | Звєзда (Градачац) (2) |
| ТОШК (Тешань) (2)          | 3:0            | Горажде (2)           |
| Босна (Високо) (2)         | 1:2            | ГОШК                  |
| Младост (Кікачі) (3)       | 3:2            | Леотар(3)             |
| Челік                      | 1:2            | Крупа                 |
| Широкі Брієг               | 2:0            | Желєзнічар            |

## 1/8 фіналу
| Команда 1                 | Рахунок      | Команда 2                  |
| ------------------------- | ------------ | -------------------------- |
| 3 жовтня 2018             |              |                            |
| Зриньські                 | 1:1 пен. 4:2 | Крупа                      |
| Кліс (Бутурович Полє) (3) | 2:2 пен. 2:3 | Рудар (Прієдор) (2)        |
| Борац (Баня-Лука) (2)     | 0:0 пен. 5:4 | Радник                     |
| Рудар (Какань) (2)        | 0:0 пен. 2:4 | Сараєво                    |
| Звєзда (Градачац) (2)     | 2:0          | Звієзда 09                 |
| ТОШК (Тешань) (2)         | 4:0          | ГОШК                       |
| Младост (Кікачі) (3)      | 2:2 пен. 6:7 | Слога (Горне-Црнелово) (2) |
| Слобода (Тузла)           | 1:1 пен. 4:5 | Широкі Брієг               |

## 1/4 фіналу
| Команда 1                  | Заг. | Команда 2                 | 1-й матч | 2-й матч |
| -------------------------- | ---- | ------------------------- | -------- | -------- |
| 27 лютого/13 березня 2019  |      |                           |          |          |
| Звєзда (Градачац) (2)      | 1:6  | ГОШК                      | 0:2      | 1:4      |
| Сараєво                    | 2:0  | Зриньські                 | 1:0      | 1:0      |
| Широкі Брієг               | 3:1  | Борац (Баня-Лука) (2)     | 2:1      | 1:0      |
| 5/13 березня 2019          |      |                           |          |          |
| Слога (Горне-Црнелово) (2) | 3:3  | Кліс (Бутурович Полє) (3) | 1:1      | 2:2      |

## 1/2 фіналу
| Команда 1                  | Заг. | Команда 2 | 1-й матч | 2-й матч |
| -------------------------- | ---- | --------- | -------- | -------- |
| 3/10 квітня 2019           |      |           |          |          |
| Слога (Горне-Црнелово) (2) | 1:9  | Сараєво   | 1:4      | 0:5      |
| Широкі Брієг               | 3:0  | ГОШК      | 2:0      | 1:0      |

## Фінал
| Команда 1        | Заг. | Команда 2    | 1-й матч | 2-й матч |
| ---------------- | ---- | ------------ | -------- | -------- |
| 8/15 травня 2019 |      |              |          |          |
| Сараєво          | 3:1  | Широкі Брієг | 3:0      | 0:1      |

### Перший матч
| 8 травня 2019 19:00 (EEST) |

| Сараєво                              | 3:0      | Широкі Брієг |
| ------------------------------------ | -------- | ------------ |
| Рахманович 9' Капич 39' Муякич 90+2' | Протокол |              |

| Асім Ферхатович-Хасе, Сараєво Глядачів: 5 500 Арбітр: Драган Петрович |

### Повторний  матч
| 15 травня 2019 18:00 (EEST) |

| Широкі Брієг | 1:0      | Сараєво |
| ------------ | -------- | ------- |
| Багарич 23'  | Протокол |         |

| Пекара, Широкі Брієг Глядачів: 2 000 Арбітр: Елвіс Муїч |